# Jim Hart (scultore)
Jim Hart (Masset, 1952) è uno scultore canadese.

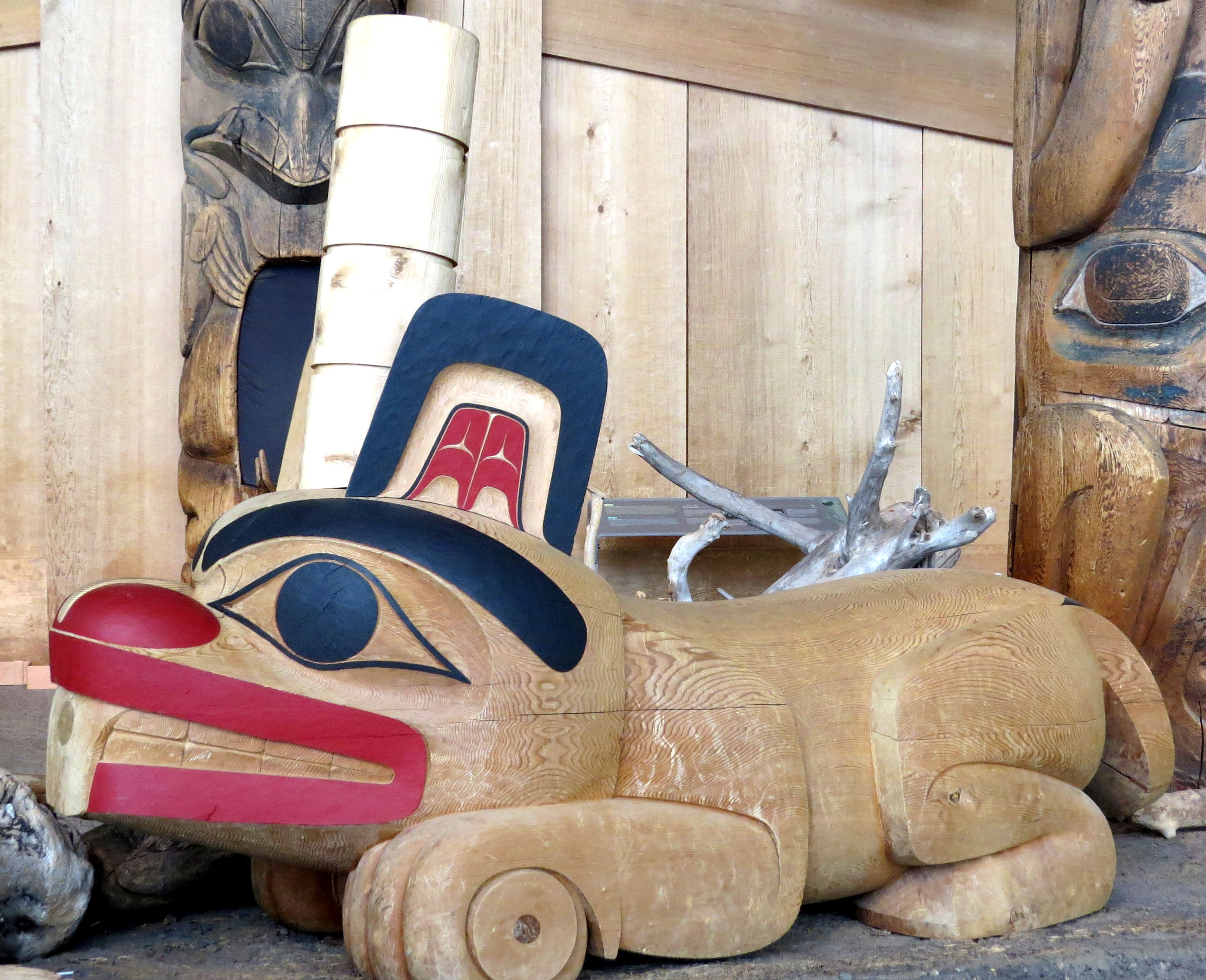
Una scultura di Jim Hart rappresentante un castoro

Specializzato nella scultura e nell'oreficeria, appartenente alla comunità Haida: comunità  nata e stanziata sull'arcipelago Haida Gwaii, composta da grandi maestri della scultura, famosa per la creazione di pali totemici ispirati all'arte tribale.

## Carriera
Hart, all'epoca il più giovane tra gli scultori Haida, ha iniziato a sviluppare le sue doti lavorando con Robert Davidson, e ha successivamente collaborato con altri artisti haida come Bill Reid, collaborando con quest'ultimo nella creazione dell'immensa opera "The raven and the first men".
L'avvio ufficiale della sua carriera arrivò nel 1979, con il mandato da parte del British Columbia Provincial Museum di Victoria della scultura "The Dogfish screen".
Nel 1988 diresse la squadra Haida che portò a compimento la costruzione di una grande casa a sei travi in stile haida tradizionale, commissionata dal Canadian Museun of Civilization di Ottawa Hull.
Tra le sue opere più famose ricordiamo la scultura "the frog costellation",  e la creazione di una replica di un antico palo totemico di Masset, commissionatagli dal Museum of Anthropology della University of British Columbia. L'arte di Hart è per la maggior parte legata alle sculture di plastica lignea, (sebbene sia importante è anche la sua oreficeria in oro e argento). Famosa scultura in plastica lignea è "The Wasgo", esposta al Museum of Antropology di Vancouver.

## L'impegno in politica
Nel 1999 acquisisce lo status di "capo del clan Stastas". Le sue responsabilità politiche si sono tradotte nell'impegno alla preservazione della cultura, il che ha portato ancora più fama alla sua figura di artista,